# Stefan Ahnhem
Stefan Percyval Ahnhem, född 24 november 1966 i Stockholm, är en svensk författare.
Under sent åttiotal och tidigt nittiotal var han medlem i ambientgruppen Spacelab.

## Manus i urval
- 1995 – Rena rama Rolf
- 2004 – Den som fruktar vargen
- 2005 – Som man bäddar
- 2005 – Innan frosten
- 2005 – Mastermind
- 2006 – Luftslottet
- 2009 – Läckan

## Böcker i urval
- 2014 – Offer utan ansikte
- 2015 – Den nionde graven
- 2016 – Arton grader minus
- 2018 – Motiv X
- 2019 – X sätt att dö
- 2021 – Den sista spiken
- 2022 – En helt annan historia
- 2023 – Bytet
- 2025 – Generation noll